# Robert Betts Laughlin
Robert Betts Laughlin (Visalia, Kalifornia, 1950. november 1. –) amerikai fizikus, aki 1998-ban kapott fizikai Nobel-díjat a „a kvantumfolyékonyság új formájának felfedezéséért, amelynek gerjesztései az elemi töltés tört részét hordozzák”. Napjainkban az amerikai Stanford Egyetemen tanít professzorként.

## Fordítás
- Ez a szócikk részben vagy egészben  a   Robert Laughlin című angol Wikipédia-szócikk fordításán alapul.  Az eredeti cikk szerkesztőit annak laptörténete sorolja fel. Ez a jelzés csupán a megfogalmazás eredetét és a szerzői jogokat jelzi, nem szolgál a cikkben szereplő információk forrásmegjelöléseként.